# La piedra cansada
La piedra cansada es una tragedia escrita por el poeta peruano César Vallejo, hacia 1937, y que está ambientada en la época incaica. Fue publicada de manera póstuma.

## Composición
Según Georgette Vallejo, viuda del autor, este lo escribió de un tirón en diciembre de 1937, pocos meses antes de su muerte, ocurrida en abril del año siguiente. Aunque lo más probable es que la obra fuese esbozada desde 1936, cuanto menos. David Sobrevilla sostiene que debió ser escrita en los dos últimos años de la vida del escritor. Fue, cronológicamente, el último de los escritos literarios de Vallejo. Para su composición usó parte de su novela inconclusa Hacia el reino de los Sciris.

## Publicación
La obra permaneció inédita hasta 1969, cuando fue publicada bajo la edición de Carlos Milla Batres y Washington Delgado y dentro del Homenaje Internacional a César Vallejo que publicó la revista Visión Peruana N.º 4 (Lima, julio de 1969).
Una década después, volvió a ser publicada, dentro del conjunto del Teatro completo de Vallejo, editado por Georgette Vallejo (Lima, Fondo Editorial de la PUCP, 1979), quien entregó a la impresión copias mecanografiadas en limpio, afirmando que reproducían fielmente los manuscritos originales del poeta. Esta edición difiere en parte de la anterior, pues inexplicablemente Georgette suprimió algunas escenas. En la introducción que ella misma escribió no se llega a esclarecer este punto controversial. Georgette se limita a atacar a quienes hicieron la edición de 1969; incluso, desata su ira sobre el retrato pictórico de Vallejo que aparece en la portada, obra del pintor Macedonio de la Torre, a la que califica de estupidez por representar, según ella, al poeta con rostro afeminado.
En 1992 fue reeditada por Ricardo González Vigil para la colección de Obras Completas de Vallejo, tomando como referente la edición de 1969, que consideraba la más autorizada (Lima, Editora Perú, 1992).

## Argumento
El tema de la obra, ambientado en la época incaica, proviene de la novela corta Hacia el reino de los Sciris del mismo autor, aunque también se inspira en el drama quechua Ollantay, y en las tragedias de la Antigua Grecia, según ha notado el crítico José Miguel Oviedo.
El personaje principal, Tolpor, es un albañil de origen humilde, que labora en la construcción de la fortaleza de Sacsayhuamán. El título del drama alude a las «piedra cansada», un enorme bloque pétreo, proveniente de la cantera de Pisuc, que es subida para ser colocado en una de las torres de la fortaleza, pero que se desploma, matando a muchos obreros. Tolpor se enamora de Kaura, una ñusta (es decir, una mujer de linaje real), amor considerado sacrílego (lo que recuerda el episodio central del Ollantay). Tolpor parte a la guerra y se distingue en la campaña contra los kobras, un reino del norte; regresa triunfante y es ascendido a la nobleza de privilegio. Elegido Inca, renuncia sin embargo, para alejar a su pueblo del castigo divino que inevitablemente sobrevendrá por su falta, y se retira, ciego y mendigo, para hacer penitencia voluntaria (esto recuerda el argumento de Edipo en Colono, de Sófocles). 

## Mensaje
La idea central de la obra es clara: los pobres y humildes son los que con su sacrificio traen bienestar a la sociedad, y el amor individual es inferior al que une a toda la colectividad.

## Crítica
Washington Delgado, el primer editor de la obra, ha señalado que esta contiene algunas escenas solo esbozadas y otras que el autor había dejado pendientes por revisar. Por su parte, Ricardo Silva-Santisteban, considera que, pese a su condición de obra no terminada, «por la gravedad de su tono y por su intensidad poética, La piedra cansada es la obra más impresionante del teatro de Vallejo, aun cuando a ratos pueda tornarse un poco hinchada y rozar peligrosamente lo enfático».